# Donne allo specchio (programma televisivo)
Donne allo specchio è stato un talk show pomeridiano andato in onda su LA7 per una stagione a partire dal settembre 2002. A condurlo la giornalista Monica Setta, che ne era anche coautrice insieme a Paolo Palmarocchi.

## La trasmissione
Il programma prevedeva, in ogni puntata, un'intervista in parallelo a due donne, entrambe presenti in studio: una figura dell'imprenditoria e una del mondo dello spettacolo. Le domande rivolte dalla conduttrice sono, inizialmente, incentrate sulla carriera, per poi virare verso la situazione sentimentale delle intervistate (relazioni passate e presenti, tecniche di seduzione). Le ospiti della prima puntata furono l'imprenditrice Marina Salamon e l'attrice Chiara Muti.

### Spin-off
Il successo della prima edizione portò, nella stagione 2003-2004, a un'evoluzione del format: il nuovo programma, prodotto dalla Endemol, acquisì un nuovo titolo, Vite allo specchio, e allargò lo spazio anche a ospiti maschili, soprattutto politici.

## La sigla
La sigla era costituita da una versione ridotta del singolo Cómo quieres que te quiera di Rosario Flores.